# Primer Ministre de Gal·les
El Primer Ministre (en gal·lès Prif Weinidog) és el cap de l'Assemblea Nacional de Gal·les, administració autònoma de Gal·les, establerta el 1999. Inicialment va rebre el títol de Primer Secretari (en gal·lès Prif Ysgrifennydd), ja que Gal·les va ser dotada d'una Assemblea i d'una executiva amb menys poder que les veïnes Irlanda del Nord i Escòcia. Amb aquesta denomincació es va voler evitar la confusió amb el títol Primer Ministre del Regne Unit.
El despatx oficial del Primer Ministre està situat a Crickhowell House i el del Senedd (seu de l'Assemblea Nacional de Gal·les) a la badia de Cardiff. Això, no obstant, també existeix un despatx a l'edifici de l'Assemblea Nacional de Gal·les a Cathays Park.